# MALT 림프종
MALT 림프종(MALT lymphoma 또는 MALToma)은 점막연관림프조직(MALT)에서 발병하는 림프종으로, 보통 위의 MALT에서 발생하지만 어떤 점막 부위든 발병 가능성은 있다. MALT의 변연부에 있는 B세포에서 기원하는 암이다. 림프절외 변연부 B세포 림프종(extranodal marginal zone B cell lymphoma)이라고 한다.

## 진단과 병기 결정
MALT 림프종은 종종 기원하는 장기 내의 여러 병소에서 발병하며, 위장관에 발병하는 다른 질환과 육안으로는 구분할 수 없는 경우가 자주 있다. MALT 림프종을 진단하기 위해서는 내시경을 통해 눈에 보이는 병변과 육안으로는 정상인 조직을 모두 생검해야 한다. 조직학적으로 변연부가 확장된 모습과 함께 악성 소림프세포들의 판(sheet)이 발생한다. 악성 세포의 형태는 성숙한 소림프구와 다르게 보여서, 중심세포를 닮은 세포(centrocyte-like cells)나 변연부/단핵구양 B세포(marginal zone/monocytoid B cells)의 형태로 나타나기도 한다. 형질세포와 유사하게 분화하는 경우도 잦다. 림프 소포는 MALT 림프종의 어디에나 존재하지만 소포가 급속히 증식하거나 신생물 세포로 덮이는 경우가 많아 잘 구분되지 않을 수 있다. 거대세포로 변한 B세포는 소세포 사이에 흩뿌려져 있는 경우가 많다. 이런 거대세포가 무리를 이루고 있거나 판 형태로 존재한다면 거대 B세포 림프종과의 감별진단을 고려해야 한다. MALT 림프종의 또 다른 특징에는 신생물 세포가 상피 구조를 이루면서 샘 구조를 파괴하며 형성되는 림프상피성(lymphoepithelial) 병변이 있다.

## 관련성
위의 MALT 림프종은 위나선균(Helicobacter pylori) 감염으로 인한 만성 염증과 자주 (72~98%) 연관된다. 이러한 만성 염증에서는 CagA와 같은 위나선균의 독력인자가 관여할 수 있다.
초기 진단은 의심 병변에서 상부위장관내시경(EGD)을 통해 생검을 하는 방식으로 이루어진다. 또한 위나선균 존재 여부를 확인하기 위한 검사도 동시에 진행한다.
만성 면역 자극 역시 발병기전에 관여한다는 주장이 있다. 가령 만성 자가면역질환인 쇼그렌 증후군이나 하시모토 갑상선염이 침샘과 갑상샘의 MALT 림프종이 관련되어 있다고 의심되고 있다.

## 치료
위나선균 감염과 MALT 림프종 사이에는 인과관계가 있으므로, 위나선균 감염 여부는 반드시 확인하여야 한다. 위장관 생검 표본의 조직학적 검사는 생검 5번을 시행했을 때 민감도가 95%라고 보고된 바 있다. 그러나 생검 표본은 림프종이 발생하지 않은 부위에서 채취하여야 하며, 광범위한 장 화생이 있는 경우 세균을 확인하기 어려워질 수 있다. 양성자 펌프가 억제되면 감염도 억제되므로, 검사의 정확성을 위해 양성자 펌프 억제제 치료를 받고 있는 경우 생검 표본을 얻기 2주 전부터 이러한 약물 치료를 중단하여야 한다. 조직학적 검사에서 음성이 나왔다면 혈청학적 검사도 수행해서 억제된 상태의 감염, 내지는 최근 치료된 감염이 있는지 확인해야 한다. 위 MALT 림프종과 위나선균 감염 간의 관련성을 인지한 이래로, 초기 위 MALT 림프종을 위나선균 제균치료로 치료할 수 있다는 것이 밝혀져 제균 치료는 치료법의 중심으로 자리잡은 상태이다. 위나선균 치료로 위 MALT 림프종 환자의 50~95%가 완전관해(CR)에 이르렀다고 보고되었다.
t(11;18)(q21;q21) 염색체 전좌는 API2-MLT 융합 유전자를 발생시키며, 이는 제균 치료에 잘 반응하지 않을 것을 예측할 수 있는 인자이다.

### 방사선치료
방사선치료는 MALT 림프종 치료 시 고려할 수 있는 선택지 중 하나이다. 방사선치료 시 국소 제어 효과가 있으며 국소 병기인 IE와 II 1E기 위 MALT 림프종에 대해 잠재적인 치료 효과가 있어, 5년 무사건생존율(EFS)은 후향적 연구에서 85~100%로 보고되었다. 그러나 방사선 조사 영역은 위 전체를 포함해야 하므로 지나치게 클 수 있다. 조사 기법은 지난 20년 동안 급속도로 발전해 와, 공복 상태에서 환자를 치료할 수 있게 되었으며 조사 영역과 필요 방사선량을 줄일 수 있게 되었다. 30 Gy의 국소 방사선치료를 15회 시행했을 때 독성을 환자가 견딜 수 있는 수준으로 하면서 치료 결과를 최선으로 할 수 있었다. 따라서 방사선치료는 항생제 치료가 실패했거나, 항생제 치료의 적응증이 아닌 경우에 선호되는 국소 MALT 림프종의 치료법이다. 본래 조사 영역에서 벗어난 국소 재발에 대해서도 방사선치료를 실시할 수 있다.

### 화학요법
MALT 림프종은 면역요법에 아주 민감하다. 발생 시 전신으로 병이 퍼진 드문 경우의 환자나, 국소 치료에 반응하지 않는 환자에게 화학요법을 실시한다. CD20에 대한 항체인 리툭시맙이 치료에 핵심적이다. 반응하는 비율은 리툭시맙 단일 요법 시 55~77%, 타 화학요법과 병용 시 100%에 이른다. 안구 MALT 림프종은 병변 내에 리툭시맙을 투여하여 치료할 수 있다. 사이클로포스파마이드나 클로람부실과 같은 경구 알킬화 약제는 12개월 (중앙값) 동안 투여했을 때 질병 조절에 좋은 효과 (완전관해 비율 75%)를 보였으나 t(11;18)이 있는 경우 잘 반응하지 못했다. 퓨린 뉴클레오사이드 유사체인 플루다라빈과 클라드리빈 역시 효과를 보였다. 클라드리빈의 경우 소규모 연구 결과 완전관해 비율은 84%였고, 원발 병소가 위였던 경우 100%의 완전관해 비율을 보였다. 리툭시맙과 클로람부실의 병용 요법을 클로람부실 단독 요법과 비교한 연구(IELSG-19 study, n = 227)에서는 전자가 후자에 비해 훨씬 높은 완전관해 비율(78% vs, 65%; p = 0.017)과 5년 무사고생존율(68% vs. 50%; p = 0.024)을 보였다. 그러나 양쪽 군 모두 5년 생존율은 88%로 차이를 보이지 않았다. 일차 치료제는 보통 리툭시맙을 단일 알킬화 약제 또는 플루다라빈과 병용, 내지는 세 약물을 모두 사용하는 것이다.

## 역학
모든 림프증식성 장애 중 8%를 MALT 림프종이 차지한다. 원발성 위 MALT 림프종은 림프절외에 발생하는 비호지킨 림프종 중 가장 흔하며, 전체 림프절외 림프종의 30~40%가 이에 해당한다. 또한 모든 비호지킨 림프종 중에서는 4~20%, 원발성 위 신생물 중 대략 5%를 차지한다.
원발성 위 MALT 림프종은 여성보다 남성에서 2~3배 자주 발생한다. 발생률이 가장 높은 호발 연령은 50~60대고, 40세 이상이 됐을 때 발생률이 크게 높아진다.